# امانوئل ندوج
امانوئل ندوج (انگلیسی: Emanuele Ndoj؛ زادهٔ ۲۰ نوامبر ۱۹۹۶) بازیکن فوتبال اهل ایتالیا است.
از باشگاه‌هایی که در آن بازی کرده‌است می‌توان به باشگاه فوتبال پادوا، باشگاه فوتبال آ.اس. رم، و باشگاه فوتبال برشا اشاره کرد.
وی همچنین در تیم‌های ملی فوتبال Albania national under-17 football team, Albania national under-19 football team، زیر ۲۱ سال آلبانی، و آلبانی بازی کرده‌است.